# هاندلي بيج هير
هاندلي بيج هير (بالإنجليزية: Handley Page Hare)‏ هي قاذفة قنابل أنتجت في المملكة المتحدة. من صناعة هاندلي بيج. كان أول طيران لها في 1928. انتهت خدمتها في 1937. صنع منها طائرة واحدة.